# Bloedrode gordijnzwam
De bloedrode gordijnzwam (Cortinarius sanguineus) is een schimmel die behoort tot de familie Cortinariaceae. Hij komt voor in naaldbossen onder fijnsparren, op vochtige, zure bodems en vaak tussen veenmos. Hij vormt ectomycorrhiza met loof- en naaldbomen. De vruchtlichamen verschijnen van augustus tot oktober.

## Kenmerken

### Uiterlijke kenmerken
Hoed
De hoed heeft een diameter van 2 tot 5 cm. De kleur is bloedrood tot buinrood en bij oudere vruchtlichamen oranjebruin. Het hoedoppervlak is viltig-vezelig. De vorm is conisch tot halfbolvormig als ze jong zijn en later convex met een meestal afgeplatte tot verzonken punt, die soms een stompe bult kan hebben. Als ze jong zijn, is de rand bedekt met resten van bruinrood velum en wordt niet ingesneden.
Lamellen
De lamellen zijn vrij bolvormig, vrij afgelegen, puilen uit en zitten vast aan de steel. Ze zijn op jonge leeftijd donker bloedrood van kleur en hebben dezelfde kleur als de hoed. Met het ouder worden worden de lamellen door het roestbruine sporenpoeder meer roodbruin gekleurd. Als kleur wordt ook genoemd vermiljoen- of bloedrood.
Steel
De steel is 3 tot 7 cm lang en 0,3 tot 0,7 cm breed. Hij is vol tot bijna hol en donker bloedrood tot bruinrood van kleur, de soms iets verdikte steelvoet is vaak wat lichter en meer oranjegevilt.
Geur en smaak
Hij ruikt zwak radijsachtig en de smaak is soms bitter. De paddenstoel is zwakgiftig en kan darmstoornissen veroorzaken.

### Microscopische kenmerken
De sporen zijn elliptisch, fijn wrattig en meten 6,5-8 × 4,5-5 µm.

## Verspreiding

Europees verspreidingsgebied

De schimmel is verspreid over heel West- en Centraal-Europa. Over het algemeen is hij vrij zeldzaam in de laaglanden en vaker voor in de bergen. Hij is vrij algemeen in Engeland, zeldzamer in Schotland en weinig waargenomen in Ierland en Noord-Ierland. In Zuid-Europa is hij waargenomen in Italië, Spanje en Portugal, de zuidoostelijke verspreiding is minder goed gedocumenteerd. In Bulgarije komt hij voor in de Pirin- en Rila-bergen en in de Rhodopes. Hij is verspreid over Fennoscandinavië. In Noorwegen strekt het bereik zich uit tot de 69e breedtegraad, in Zweden tot de 66e en in Finland tot de 64e breedtegraad.
In Nederland komt de bloedrode gordijnzwam vrij zeldzaam voor. Hij staat op de rode lijst en is bedreigd.